# Крюковичи
Крюковичи (бел. Крукавічы) — агрогородок в Озаричском сельсовете Калинковичского района Гомельской области Белоруссии.

## География

### Расположение
В 43 км на северо-запад от Калинкович, 23 км от железнодорожной станции Холодники (на линии Жлобин — Калинковичи), 165 км от Гомеля.

### Гидрография
На севере мелиоративный канал.

## Транспортная сеть
Транспортные связи по просёлочной, затем автомобильной дороге Калинковичи — Бобруйск. Планировка состоит из прямолинейной улицы, ориентированной с юго-запада на северо-восток и застроенной двусторонне деревянными крестьянскими усадьбами. В агрогородок переселены жители из загрязнённых радиацией мест после катастрофы на Чернобыльской АЭС, преимущественно из деревень Осиповка и Рожава Наровлянского района. Для них в 1986 году построены кирпичные дома на 52 семьи.

## История
По письменным источникам известен с XVIII века как деревня в Мозырском повете Минского воеводства Великого княжества Литовского. После 2-го раздела Речи Посполитой (1793 год) — в составе Российской империи. В 1795 году. С 1848 года — владение Ваниных, в поместье работала винокурня. Обозначена на карте 1866 года, которая использовалась Западной мелиоративной экспедицией, работавшей в этих местах в 1890-е годы. В 1879 году — в числе селений Новоселковского церковного прихода. Согласно переписи 1897 года центр Крюковичской волости, действовали хлебозапасный магазин, церковь. В 1903 году проведено разграничение с учётом переселения части жителей на хутора. В 1910 году открыта школа, которая разместилась в наёмном крестьянском доме, а в 1914 году для неё построено собственное здание.
С 20 августа 1924 года — центр Крюковичского сельсовета Озаричского, с 8 июля 1931 года — Мозырского, с 12 февраля 1935 года — Домановичского, с 20 января 1960 года — Калинковичского района Мозырского (до 27 июля 1930 года и с 21 июня 1935 года по 20 февраля 1938 года) округа, с 20 февраля 1938 года — Полесской, с 8 января 1954 года — Гомельской областей.
В 1929 году организован колхоз «Звезда Беларуси», работали водяная мельница, кузница, начальная школа (в 1935 году — 90 учеников). Во время Великой Отечественной войны 104 жителя погибли на фронте и в партизанской борьбе. В 1978 году к деревне присоединена деревня Медведов. Центр совхоза «Березнянский». Расположены научно-производственное предприятие «Картофель», средняя школа, библиотека, фельдшерско-акушерский пункт, детский сад, отделение связи, столовая, магазин.
До 12 ноября 2013 года был центром Крюковичского сельсовета. После упразднения сельсовета присоединён к Озаричскому сельсовету.

## Население
- 1795 год — 36 дворов, 227 жителей, 122 мужчины.
- 1850 год — 231 житель.
- 1885 год — 285 жителей.
- 1897 год — 41 двор, 340 жителей (согласно переписи).
- 1925 год — 123 двора.
- 1959 год — 369 жителей (согласно переписи).
- 1972 год — 125 дворов, 387 жителей.
- 2004 год — 202 хозяйства, 504 жителя.

## Известные уроженцы
- Маджар, Владимир Романович — полный кавалер ордена Славы.
- Пантелеенко, Федор Иванович - белорусский металлург, член-корреспондент НАН РБ.
- Бобрович, Максим Игоревич - белорусский путеец, сам проложил 100 километров железнодорожного пути за 3 дня